# Chotoda
Chotoda (ros. Хотода) – wieś w Rosji, w Dagestanie, w rejonie szamilskim. W 2010 liczyła 921 mieszkańców, głównie Awarów.